# Achim Kropp
Achim Kropp (* 9. Januar 1963) ist ein ehemaliger deutscher Fußballspieler. 

## Sportlicher Werdegang
Kropp entstammte der Jugend von Borussia Freialdenhoven, ehe er sich dem SC Fortuna Köln anschloss. Unter Trainer Martin Luppen debütierte er im Oktober 1982 beim 2:2-Unentschieden gegen Union Solingen als Einwechselspieler für Florian Hinterberger in der 2. Bundesliga, kam aber in der Folge auch unter Luppens Nachfolger Horst Heese nur zu vereinzelten Einsätzen. Erst in der Spielzeit 1984/85 setzte er sich unter Trainer Hannes Linßen zeitweise als Stammkraft fest und bestritt im Saisonverlauf 26 Zweitligaspiele. In der Spielzeit 1985/86 stand er mit dem Klub kurz vor der Rückkehr in die Bundesliga. Mit neun Saisontoren in 35 Saisonspielen war er maßgeblich am Erreichen des dritten Tabellenplatzes hinter dem FC 08 Homburg und Blau-Weiß 90 Berlin beteiligt. Insbesondere traf er am letzten Spieltag beim 2:2-Unentschieden beim Karlsruher SC, als sein Treffer und das Tor von Bernd Grabosch per Doppelschlag in 75. und 77. Spielminute den 0:2-Rückstand egalisierten. Mit dem Unentschieden behaupteten die Kölner bei schlechterer Tordifferenz den Relegationsplatz mit einem Punkt Vorsprung vor Arminia Bielefeld. In allen drei Spielen gegen Borussia Dortmund kam er zum Einsatz, als sich die Mannschaft um Günter Hutwelker, Hans-Jürgen Gede, Christos Orkas, Ralf Aussem und Karl Richter nach dem 2:0-Hinspielerfolg und bis in die Nachspielzeit währendem 1:2-Rückstand in der ersten Liga wähnte, ehe Jürgen Wegmann mit dem Treffer zum 1:3-Endstand das letztlich in einem 0:8-Debakel endende Entscheidungsspiel erzwang. In der folgenden Saison rutschte er mit der Mannschaft in den Abstiegskampf, mit vier Toren in 31 Spielen trug er zum Erreichen des 13. Tabellenplatzes bei.
Kropp verließ nach über hundert Zweitligaspielen im Sommer 1987 Fortuna Köln und wechselte in die drittklassige Oberliga Nordrhein zum Aufsteiger SC Jülich 1910. In der Spielzeit 1989/90 kam er mit der Mannschaft als Tabellenvierter annähernd in den Bereich zum Aufstieg in die 2. Bundesliga, hatte aber neun Punkte Rückstand auf Oberliga-Meister Wuppertaler SV. Dafür war sie im DFB-Pokal umso erfolgreicher und machte überregional Schlagzeilen: Im DFB-Pokal 1991/92 besiegte Kropp an der Seite von Thorsten Schmitz, Werner Bertrams und Robert Kroll in der ersten Runde Hertha BSC durch Tore der Ex-Profis Hans-Jürgen Mund und Hermann-Josef Werres mit 2:1 und erst in der dritten Runde schied sie nach einer 0:1-Niederlage gegen den Bundesligisten Borussia Mönchengladbach via Eigentor von Hans Fos aus dem erstmals gesamtdeutsch ausgetragenen Pokalwettbewerb aus. Im DFB-Pokal 1992/93 setzte sich der seinerzeitige Bundesligist Werder Bremen erst in der Verlängerung, dann aber mit einem deutlichen 5:1-Erfolg durch. Später lief er unter anderem für den FC Wegberg-Beeck noch im unterklassigen Amateurbereich auf. 2004 beendete er seine aktive Laufbahn beim SV Niersquelle Kuckum. Im Sommer übernahm er das Traineramt bei Frankonia Broich. Zum Jahreswechsel musste er aus beruflichen Gründen das Amt wieder niederlegen.
Während seiner Zeit in Jülich wurde Kropp zeitweise in die Auswahlmannschaft des Fußball-Verbandes Mittelrhein berufen und nahm mit ihr am Länderpokal teil.
Kropp betreibt einen Wohnwagenhandel in Jülich.